# Nazira Zain al-Din
Nazira Zain al-Din (Arabisch: نظيرة زين الدين) (Istanboel, 1908 – Beiroet, 1976) was een Libanees-Syrische feministische schrijfster.
Kort nadat in Damascus het dragen van gezichtssluiers verplicht werd gesteld (1927), betoogde Zain al-Din in haar boek as-Sufur wa’l-hijab (Unveiling and Veiling) dat de volledige bedekking een onislamitische vernieuwing is en stelde zij de opvatting dat vrouwen emotioneel en intellectueel de minderen zijn van de man aan de kaak. Geestelijken en orthodoxe moslims riepen op tot een boycot van het boek en bedreigden boekhandelaren die het verkochten.
Zain al-Din is een van de eerste moslimvrouwen die een kritische herinterpretatie van Koranteksten over vrouwen gaf. Latere moslimgeleerden als Muhammad al-Ghazali, Abdol Halim Abu Shiqa en Muhammad Husayn Fadl Allah lijken op haar werk voort te borduren, hoewel ze Nazira Zain al-Din in hun publicaties niet noemen. Het feit dat zij een druzische moslim was, is er misschien de oorzaak van dat er weinig aan haar werk gerefereerd wordt.

## Nazira Zain al-Din over hijab
"Zain al-Din bestudeerde de exegese van ayah 31 van soera an-Noer (24) en aya 59 van soera al-Ahzab (33) door al-Khazin, al-Nafasi, Ibn Mas'ud, Ibn Abbas en al-Tabari en constateerde dat hun interpretaties vol contradicties zitten. Toch stemmen bijna alle exegeten overeen in de opvatting dat vrouwen hun gezichten en handen niet moeten bedekken en dat niemand van degenen die beweerden dat vrouwen hun gehele lichaam moeten bedekken - met inbegrip van hun gezicht - zijn mening kon onderbouwen met een religieuze tekst."

"God zegt: 'O vrouwen van de Profeet, jullie zijn zoals geen van de andere vrouwen...' (Koran, 33:32). Uit dit vers blijkt overduidelijk dat God niet wil dat gewone vrouwen zich met de vrouwen van de Profeet vergelijken en hen tot voorbeeld nemen, en deze ayah kan met geen mogelijkheid op andere manieren worden uitgelegd. Kortom, degenen die de vrouwen van de Profeet imiteren in het bedekken van hun gezicht handelen in strijd met Gods wil."

(Uit: Ibrahim B. Syed, Women in Islam: Hijab)

## Publicaties
- "Unveiling and Veiling", in: Margot Badran en Miriam Cooke: Opening the Gates: An Anthology of Arab Feminist Writing (pp. 270-276), Indiana University Press, 2004 (2nd edition), ISBN 0253217032